# 2-га зенітна прожекторна дивізія (Третій Рейх)
2-га зенітна прожекторна дивізія (Третій Рейх) (нім. Flak-Scheinwerfer-Division 2) — прожекторна зенітна дивізія повітряних сил Третього Рейху часів Другої світової війни.

## Історія
2-га зенітна прожекторна дивізія була сформована 10 серпня 1941 року шляхом розгортання 2-ї прожекторної зенітної бригади Люфтваффе. Штаб розміщувався в Гайде на території провінції Шлезвіг-Гольштейн. Дивізія мала у своєму складі чотири прожекторні полки. Основним призначенням прожекторного з'єднання було забезпечення наземних засобів ППО та винищувальної авіації даними про повітряні цілі під час авіаційних нальотів у нічний час шляхом підсвічування. Зоною відповідальності дивізії були території окупованих Нідерландів, північно-західні області Німеччини й окупована Данія.

## Командування

### Командири
- оберст Гайно фон Ранцау (нім. Heino von Rantzau) (10 серпня 1941 — 31 липня 1942).

### Підпорядкованість
| Час       | Корпус                | Командування/Флот              | Штаб                       |
| --------- | --------------------- | ------------------------------ | -------------------------- |
| 1941      |                       |                                |                            |
| 10 серпня | XII повітряний корпус | Командування Люфтваффе «Центр» | Нідерланди/Німеччина/Данія |
| 1942      |                       |                                |                            |
| 1 січня   | XII повітряний корпус | Командування Люфтваффе «Центр» | Нідерланди/Німеччина/Данія |

### Склад
| серпень 1941                   |
| ------------------------------ |
| 5-й зенітний прожекторний полк |
| 6-й зенітний прожекторний полк |
| 7-й зенітний прожекторний полк |
| 8-й зенітний прожекторний полк |